# 萧江镇
萧江镇是中华人民共和国浙江省温州市平阳县下辖的一个镇。位于平阳县南部，与苍南县接壤，属中亚热带海洋性季风气候，年平均气温18度，年均雨量1800毫米，夏秋两季多台风灾害。全镇总面积38.3平方公里，人口6.3万，下辖9个社区， 6个办事片区，56个行政村。 在温州市城镇体系规划中，明确把萧江与鳌江、龙港、钱仓一起作为温州城市圈南部次中心，鳌江流域中等城市中心城区的重要组成部分。原驻永乐路镇政府正计划搬迁。
拼音：Xiāojiāng Zhèn 电话区号：0577 邮政编码：325402
建镇于1985年，交通较为便捷，距鳌江港13公里；距温福铁路鳌江站和苍南站均较近，车程20分钟；距温州龍灣國際机场70公里。甬台温高速公路在镇内开口互通，出口车流量为昆阳、灵溪出口的2到3倍，萧江东临鳌江镇与龙港市，南至灵溪镇（苍南县），西北为麻步镇。104国道、57省道及温福铁路横穿境内，经过多年发展现在是国内最大的塑编生产基地，产品主要销往国内，少数进入国际市场。2002年综合经济实力为温州市第16位。

## 人口
全镇人口6.3万

## 行政区划
全镇下辖9个社区， 6个办事片区，56个行政村。镇政府驻永乐路。
- 行政区代码:330326004
- 邮编:325402
- 办事片区：街道办事处 萧江办事处 大同办事处 后林办事处 夏桥办事处 桃源办事处
- 社区：胜利社区 双榕社区 沿河社区 庄里社区 萧东社区 大同社区 桃源社区 夏桥社区 后林社区
- 行政村：萧江村 岱口村 江边萧村 西炉村 青龙村 毛家处村 直浃河村 立后村 潘汇村 潘南村 四大屋村 浃底村 落马头村 落马村 河头垟村 裕丰村 山下垟村 山桥村 夏宅村 后林村 垟浦村 张家山村 凤头村 前河头村 前林村 淡浦村 上汇村 高黎村 上宅村 兰花桥村 下汇村 夏桥村 浦口村 夏后垟村 永门村 棋桥村 河峥村 上园村 前村村 岙底坑村 垟心金村 门前垟村 叶段村 河浦村 河坤村 胜光村 鹤湖村 杨梅庄村 曾山村 桃岭村 桃源村 包岙村 塔下村 岩山村 硐垟村 兴源村

## 历史沿革
凤栖乡、凤林乡时期
- 据乐史写于太平兴国中的《太平寰宇记》，平阳县有11乡。
- 宋《元丰九域志》(神宗元丰八年刊行)载，平阳县有10乡，前仓、襹槽、泥山3镇，两书都未记载乡名，但从北宋末至南宋金石文字等有关著述，已见宰清乡、西乡、万全乡、归仁乡、金舟乡、亲仁乡、凤栖乡7个乡。
- 林景熙撰于元大德年间的《平阳县治记》载：“(平阳)为乡十，都五十四”，而乡名不详。据金石文字及有关著述，有金舟乡、宰清乡、凤林乡。
- 明景泰三年(1452)将38都、39都、40都划归泰顺县。
- 明弘治《温州府志》载，平阳县有万全乡、慕贤东乡、慕贤西乡、凤林乡、金舟乡、亲仁乡、归仁乡、宰清乡、崇政乡、招顺乡共10乡，5l都(24都久废)。萧江(萧家渡)属凤林乡,一部分属于慕贤西乡,例如今夏宅村。
- 明隆庆《平阳县志》载，全县计7隅，10乡，5l都，2镇。除2镇和24都(“在海中 山及竹屿，避寇散入各都。
- 嘉靖元年，知县叶逢畅以平阳所军余编补五图。四十一年，知县文程又以金乡沙园所军余编增”)、34都(因无户，将其地分隶32、33、35等都)情况有变化外，其余乡、都及隶属关系与弘治《温州府志》所载同。二镇为凤林乡前仓镇、金舟乡金乡镇。
- 清康熙《平阳县志》载，全县计1隅，10乡，51都，2镇。除24都(“以避寇散入各都，今其地已墟”)外，乡、都、镇隶属与隆庆《平阳县志》同。
- 乾隆《平阳县志》载，全县计5隅(城隅、东隅、西隅、南隅、北隅)，10乡，5l都，2镇。乡、都、镇隶属关系与康熙《平阳县志》同。此后至清末，行政区划不变。

南港镇、南港区时期
- 光绪三十四年(1908)十二月，颁布城镇乡自治章程，规定府、厅、州、县衙门所在地的城厢地方为城，其他市镇村落地方人口五万以上为镇，人口未满五万者为乡。平阳县于宣统二年(1910)成立自治研究所，于次年划定自治区域：“城一，镇四(万全、北港、江南、南港)，乡三(小南、金镇、蒲门)，都五十一”。此时萧江属于南港镇管辖。
- 民国成立后，仍沿宣统三年(1911)划定的自治区域。
- 民国17年(1928)，平阳县遵照浙江省正扶于6月间制定的区街村制(城市编组为街，乡村编组为村)及其实施程序，着手组织街村。
- 同年9月，中央颁布县组织法，规定县以下编制为区村里闾邻，但因所定制度施行条例尚待另定，平阳县仍照浙江省规定办理。
- 18年，中央公布县组织施行法、区自治施行法、乡镇自治施行法，平阳县遂将街村改为村里，并筹备划区，组织区公所
- 19年，着手将村里改编为乡镇。
- 21年，平阳县有6区，192乡，2l镇，5666闾，28467邻。
- 民国24年，废闾邻，编保甲，改行县与乡镇二级制，撤销区公所；按地方治安情况设置区署，代行县正扶职权。平阳县设第一区(城厢、万全)、第二区(小南)、第三区(南港)、第四区(江南)、第五区(北港)、第六区(蒲门)，计223乡镇。第三区辖灵溪、藻溪、桥墩、矾山、昌松、兰阳6镇，凤池、浦源、扈山、龙浦、龙观、双亭、凤台、横江、浃浦、云鹰、挺南、小江、龙善、玉蕉、美溪、溪南、四岱、禅阳、华阳、新云、思凤、莒溪、腾阳、王鳌、桃湖、岩头、集美、岱山、萧家渡、昌门、高林、大同、沧桥、泽善、淹江、平山36乡。由此看出, 萧家渡、高林(后林)、大同是归南港区管辖.
- 据民国27年6月《平阳县县政概况一览》，平阳县有万全、小南、江南、北港、南港、昆南6区，八镇，95乡，1412保，14739甲。南港区辖灵溪、桥墩2镇，风池、山南、渎浦、渡龙、繁枝、藻溪、挺南、对务、双亭、浦源、大观、观美、五凤、玉仓、平水、大龙、矴步、莒溪、萧江、山北20乡。
- 民国28年，平阳县仍设6区、103乡镇，但保、甲有变化，计1270保，13336甲。

灵溪区(南港区)时期
- 民国29年，遵照县各级组织纲要规定，对乡镇区域进行调整：撤销万全、小南2区，设城区和鳌江区；将江南、南港、昆南、北港4区，以区署所在地更名为宜山区、灵溪区、矾山区和水头区。全县有6区，87乡镇，1045保，12037甲。灵溪区辖灵溪、桥墩2镇，渎浦、浦亭(由原浦源、双亭2乡合并)、大龙、山南、大观、挺南、藻溪(曾划入矾山区，不久即划回)、莒溪、腾步(由原玉苍、矸步2乡合并)、渡龙、风池、对务、繁枝、观美、平水、五凤、萧江、山北18乡
- 民国30年至35年，区乡镇不变。35年灵溪区复名南港区,30年全县有1047保，11818甲；31年1047保，12057甲；32年1007保，11892甲；33年987保，11658甲；34年953保，10848甲；35年949保，10880甲。
- 民国35年9月缩编乡缜。
- 36年有城区、万全、鳌江、北港、江南、南港、蒲门(马站区更名)7区，56乡镇，946保，10748甲。南港区从原来2镇18乡，并为灵溪、桥墩2镇，渎浦、沪山、浦亭、云龙、藻溪、观美、五凤、莒腾、大观、萧江、山北11乡.
- 解放初期，基本沿用旧政权的行政区划。
- 1949年8月前，平阳县辖万全、鳌江、北港、南雁、江南、南港6区。
- 8月，撤销中供鼎平县委，将原属鼎平的南鹤、蒲门两区合并为蒲门区，划归平阳县。这时平阳县有7区，1直属镇(城关)，73乡镇。南港区辖灵溪、桥墩2镇，渎浦、沪山、对务、浦亭、繁枝、渡龙、观美、大观、五风、挺南、大龙、藻溪、萧江、山北、朝阳15乡.
- 9月1日，平阳县人民政府成立，全县仍设7区、l直属镇、73乡镇。
- 1950年5月，进行划区建乡。平阳县设万全、鳌江、北港、麻步、山门、睦源、宜山、金乡、灵溪、桥墩、矾山、马站12区，1直属镇，151乡(镇)。
- 9月，原属灵溪区的萧江、山北2个乡划归麻步区。
- 1956年3月至l0月，并区并乡、平阳县设水头、山门、宜山、金乡、灵溪、桥墩、矾山、马站8区，城关、鳌江、矾山3直属镇，116个乡镇。
- 1956年将桥墩区的浦亭、水头2乡和麻步区的萧江、夏桥2乡划归灵溪区。并乡后，灵溪区共辖灵溪、对务、渎浦、浦亭、水头、藻溪、挺南、云龙、夏桥、萧江l0乡镇。

人民公社化时期
- 1958年9月至11月，全县实现人民公社化，撤销区建制和直属镇，先后成立钢城、万全、鳌江、麻步、水头、腾蛟、山门、宜山、金乡、钱库、灵溪、桥墩、藻溪、矾山、马站、赤溪16人民公社。
- 1958年9月撤销灵溪区，成立灵溪、藻溪2公社。灵溪公社辖灵溪、对务、渎浦、仓桥、沪山、凤池、大观、浦亭、水头、夏桥、萧江11大队。

麻步区时期
- 1959年1月，将萧江、夏桥2大队划归麻步公社。
- 1961年9月，恢复区公所(城关、鳌江、矾山3个直属镇不变)。
- 至1962年1月，生产大队全部改为公社。平阳县共有137公社。萧江、夏桥两公社(乡)隶属麻步区。

建制镇时期
- 1985年改为建制镇,同年升为县直属镇.辖萧江,大同两公社(乡)
- 1992年6月合并后林,夏桥两乡而扩镇。
- 2010年6月合并桃源乡成现在规模。

## 经济
2010年末，全镇共实现工业总产值71.7亿元,同比增长26%；实现规上产值43.4亿元,同比增长25.9%；出口产值6068万元；新增规模以上企业25家，全镇规上企业达123家；完成财政税收2.2亿元，同比增长25.5%；农村居民人均纯收入12410元；全社会固定资产投资4.4亿元。
塑编业的兴盛，带动了金融、房地产、运输、酒店等服务行业迅速繁荣，工商业大大推动了萧江镇整体经济水平的发展，近几年，民众生活水平快速提高私家车增加明显，且多为保时捷，奥迪，雷克萨斯等豪华车。
虽然该镇以创建“花园式城镇”为目标，不断加强了城镇的绿化、美化建设，然而塑编行业污染严重，造成镇内空气混浊，萧江塘河（90年代时，曾是儿童戏水游泳的好去处）奇臭无比。随着私家车的迅速增加，且大部分民众不守交通规则，原有基础设施已不堪重负。是为中国大陆以环境换发展的典型案例。
该镇近年重修桔坡山公园，兴建人民广场等工程深得民众好评，此两处已成为萧江民众锻炼身体之好去处。

## 教育
萧江镇目前拥有全日制高级中学一所：萧振高级中学。义务教育初级中学两所：萧江镇第一中学，萧江镇第二中学。小学七所：萧江一小，萧江二小（大同小学），萧江三小（白玉兰学校），萧江四小（后林小学），萧江五小（夏桥小学），萧江六小（前村小学），桃源中心小学。

## 名人
- 萧振，字德起，萧江人，南宋高宗时名臣。他从小勤勉好学，由于品学兼优。曾被推崇为太学“三贤”之首。政和八年进士，历任秘书郎、监察御史、提点两浙西路刑狱、宗正少卿、侍御史、兵部侍郎等职。担任地方官职有：绍兴知府；湖州、台州、池州的知州；成都知府兼四川安抚制置使。他关心家乡公益事业，曾自己出钱在其家附近渡口修造大船，雇船夫摆渡，方便往来旅客，后人为纪念他，将其家乡改为萧家渡，因“家”、“江”方言同音，渐演成今日之“萧江”；他为官体恤民生，爱惜人才，虽有瑕疵，但不失为一位值得肯定和称颂的历史人物。《宋史》有传。

- 鲍辉，字叔大，平阳人。在明宣德八年(1433年)进士及第，官工科给事中。其父于正统五年(1440年)卒，辉服除后改刑部给事中。鲍辉在任职期间，正是宦官礼部太监王振专权横行之时，他极力阻挠大臣们直接向英宗进谏忠言。鲍辉不畏权势，多次向英宗上疏，陈述益国利民的意见。正统元年(1436年)，山东、陕西以及京畿地区发生灾荒，人民流亡。鲍辉为民请命，上疏英宗请求赈灾；正统四年，京畿地区发生大水。鲍辉奏请疏通支渠、挖拓水门、建水闸，以清除水患。在鲍辉除服赴任途中，看到官吏垄断商盐，抑制分配，百姓怨声载道，遂上疏奏请朝廷，派遣巡盐御使，查处盐业弊端，以利百姓。正统九年(1444年)，右都御使王文巡视延绥，发现定边营都督佥事王祯与同知黄真，侵占屯田、亏空军储、废弃戌守等失律之事，予以弹劾。然而，王祯等却反诬王文。英宗派鲍辉前往查处，鲍辉在途中写下了“素心不为尘氛染，尺度深期枉直分”的诗句，表达了他心地纯正和秉公执法的决心。鲍辉经过认真仔细的调查，弄清了事实真相，平反了冤案，惩办了诬告者。鲍辉回京后，针对边疆地区屯田、戌守等方面存在的问题，奏请英宗，派遣镇守巡扶都御使，改革弊端，巩固和加强边防。

## 荣誉称号
```
　　
```

- 中国塑编之都 　[永久]
- 中国塑料编织城
- 中国塑料编织第一镇
- 中国城市（地方）信用体系建设重点调研镇
- 全国造林绿化百佳乡（镇）
- 中国优秀乡镇
- 省级区域性塑编星火支柱产业基地
- 浙江省文明镇
- 浙江省绿色小城镇
- 浙江省体育强镇
- 浙江省教育强镇
- 温州市四星级文明镇
- 温州市综合实力三十强镇 []
- 温州市三星级文明城镇
- 温州市首批小康乡镇
- 温州市教育强镇
- 温州市卫生强镇
- 温州市科普示范镇

## 主要街道
永乐路、大同路（为两条连通104国道的主要干道），沧海路、桑田路、古院路（繁华商业街，萧江旧称“古院里”）。

## 名胜古迹

### 萧江大鼓
位于桔坡山陈老爷殿内，传说初一敲鼓，十五尚有余音；

### 樟水井
位于老街，井水清澈甘甜；

### 金山寺
位于岙底坑，由104国道后林路口转入往夏桥，再经大河桥，永门等村，可至目的地，原有公交车直达萧江停车场，商业线路，无利可图已停运，虽然交通不便，但环境清幽，是个好地方。

### 萧江八景
- 古渡晨曦：民国<平阳县志>载:“萧家渡，距钱仓十里，宋侍郎萧振创舟楫，赡渡夫，故名。”

```
  一缕晨曦，几声欵乃，在这里记录下千年历史。
宋代
王十朋
等著名诗人为它写下一首首可歌可泣的诗篇。
```

- 玉峰秋月：萧江山玉兔峰海拔78.8米，峰头草坪，得亭林之胜。秋夜无云，夜色如水，登林邀月，别饶诗意。
- 白云晚钟：宋刹白云寺，位于萧江山上北部幽壑中，相传为宋侍郎萧振读书处。元代进士陈高，清代诗人鲍台游白云寺均留有诗篇。寺周有茂林修竹，奇石流泉。夜半疏钟，发人诗意。
- 石门赏凉：石门岭头有古亭一座。两侧有古代石城石门建筑。其间独得地理之胜，炎夏不知，为避暑佳境。
- 樟井问泉：樟井在萧江山西麓。井底有“樟抱榕”奇木.泉水清冽甘美，不含杂质，而且久旱不涸。适于酿酒，饮用，自古驰名。
- 碑林吊古：夏姑桥亭内保存宋后历代碑刻十三方，富有史料、文学、书法、篆刻价值。
- 榕亭残雪：宋建萧家渡老陡门旁，有老榕树抱石而生，石大3.5米*4米*4米。树荫下建有二亭如兄弟相亲。寒冬雪残，风光独特。清代俞越曾在此坐船到灵溪，留有诗篇。
- 石龟听潮：鲍辉墓前石龟，大1.2米*1.5米，形神毕具。面前江潮成韵。石龟作静听状。

## 趣闻佚事
每年夏历四月二十九为萧江汇市日，历史很是久远。汇市前几日来自本镇及相邻镇商贩汇集萧江，各条街道热闹非凡，民间商品琳琅满目，直至汇市后方逐渐散去。2003年由于非典原因，政府不允许汇市，暂停，往后几年偶有偶无。现今超市满街，商品丰富，汇市概念已越来越淡化。
另外，地道的萧江人有夏天晚饭后约二三好友出去荡街的习惯，热了一天，晚间天气凉爽，且同去荡街可增进友谊。
曾有一对兄妹夏日荡街时遇一神奇景象，记录如下：地点：永乐路与沧海路交叉口，人物：路人甲，路人乙，事件：由对话推断甲乙两人不小心相撞。对话内容：
甲你撞我干吗？
乙：我哪里撞你啊，是你撞我……
甲你撞我干吗？
乙：我哪里撞你啊，是你撞我……
…………
…………
如此两句话，重复对峙十五分钟之久，然后各自扬长而去。

## 其他报道
《法制日报》2000年10月30日曾报道了《肖江镇违法占地四次曝光  市县主管置若罔闻》的新闻：“1998年8月，经浙江省土地管理局调查发现，该镇非法预征耕地480亩，在该镇大同南路非法出售地基280间，得地基款1300多万元。其实有据可查的还不止此数。当时，浙江省土管局作出三条处理意见：一、宣布该镇与农民签订的征地协议无效；二、未用的耕地退还给农民复耕；三、没收该镇非法所得的地基款上交县财政。但据了解，平阳县财政部门根本没有收到这些上交款。当时对肖江镇政府的两份《处罚决定书》，也只是局限于轻微的经济处罚，责令该镇负责人作了个检讨了事。肖江镇与农民签订的征地协议被省土管局宣布无效后，1998年8月该镇又以建设工业园区为名，强征农民耕地450余亩，甚至不给农民土地补偿费。根据县政府有关规定标准，肖江镇的土地补偿费和劳力安置补助费两项相加每亩应为3.8万元，但镇政府每亩只给农民2.2万元。不久前，镇上又通过“个别谈话”等形式，强行占地，更引起农民强烈不满。”当天人民网也转载了该报道。